# بشير بن عمرو الحضرمي
بشير (أو بشر) بن عمرو الحضرمي الكندي كان من صحابة الحسين بن علي الذي استشهد في معركة كربلاء.

## النسب
ويذكر اسم والده عمرو أو عمر. كان من حضرموت من قبيلة كندة.

## صحبة الحسين بن علي
انضم بشير أو بشر وأبناؤه محمد إلى الحسين بن علي في كربلاء . وفي يوم عاشوراء أخبر بشير أن ابنًا آخر له قد أسر على حدود الري. فأجاب: «أفوض أمره إلى الله، لا أحب أن يكون أسيرًا وأنا حيّ».
فلما سمع الحسين ذلك، قال له: «رحمك الله! أنت في حل من بيعتي، فاذهب وحاول إنقاذ ابنك».
فأجابه بشير: «يا ليت السباع تأكلني حيًا إن تركتك وحيدًا وأنت قليلٌ في صفي حتى أبحث عنك في القوافل. لن أفعل».
فأجابه الحسين: «فأعط هذه الملابس لابنك محمد ليبيعها فيعتق أخاه». ثم أعطاه الحسين ثيابه الثمينة التي كانت قيمتها ألف دينار.

## في يوم عاشوراء
عندما قرر الحسين بن علي النزول إلى ساحة المعركة للبدء في القتال، لم يبق على قيد الحياة من أصحابه إلا اثنان:  بشير بن عمرو، وعمرو بن أبي متى (أو سويد بن عمرو الخثعمي [الإنجليزية]). ولما رأى بشير أن الحسين يستعد للذهاب إلى ساحة القتال، ذهب للقتال قبل الحسين. فذهب إلى ساحة القتال فاستشهد قبله.
وفي مصادر أخرى، يُذكر كأحد الشهداء الأوائل في واقعة كربلاء.
وذُكر في الزيارة الرجبية: «السلام على بشير بن عمرو الحضرمي».